# Провозглашение независимости Колумбии

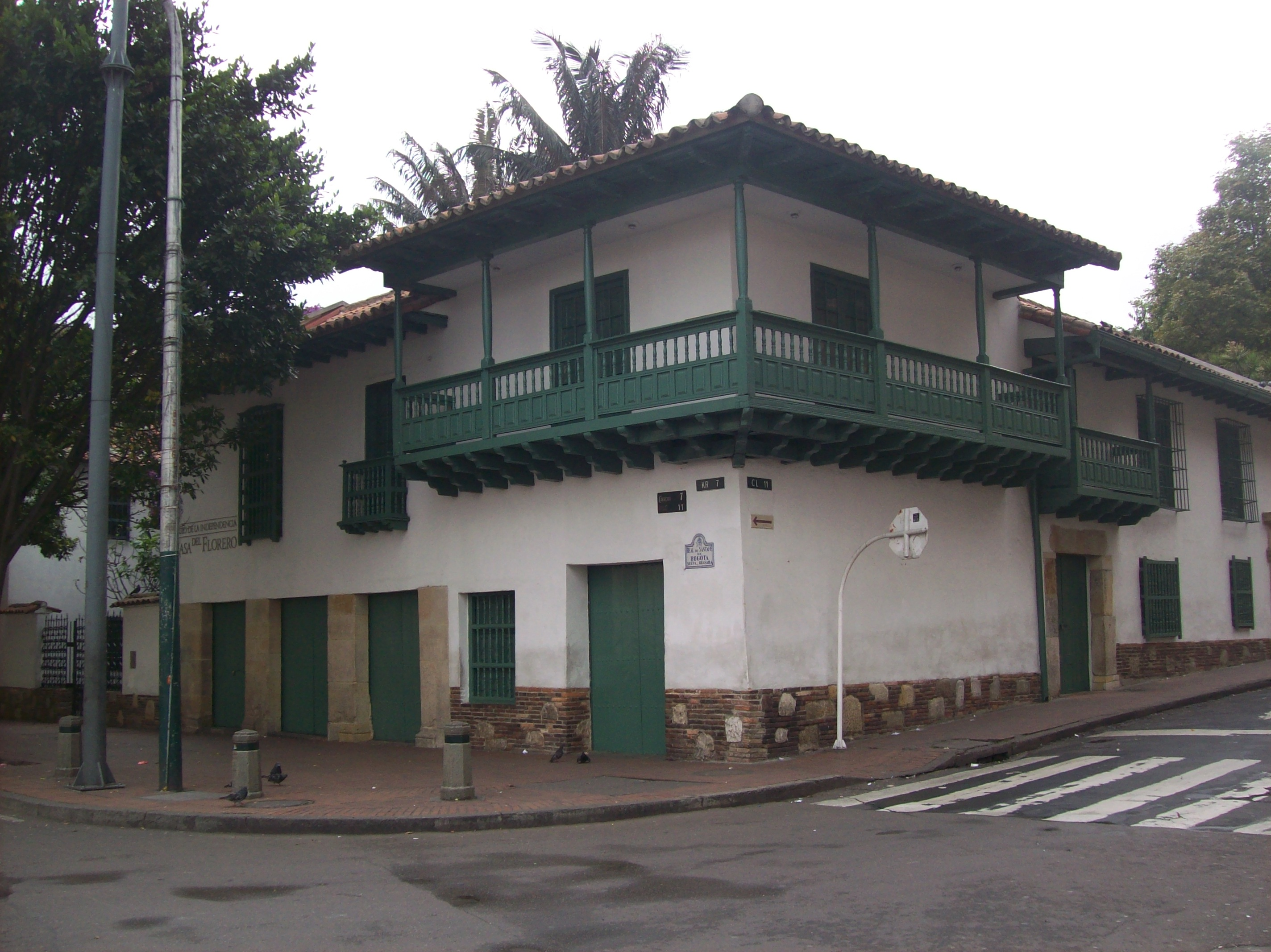
Дом торговца Хосе Гонсалеса Льоренте (ныне — Музей событий 20 июля)

Провозглашение независимости Колумбии — события 1810 года, приведшие к образованию на территории будущей Колумбии первого независимого от метрополии правительства.

## Институциональный кризис в Европе
В 1808 году Наполеон вынудил Карла IV и Фердинанда VII отречься от прав на испанский престол, и сделал королём Испании своего брата Жозефа. Однако это привело к народному восстанию, вылившемуся в затяжную войну. Королевский Верховный совет Кастилии провозгласил королевское отречение не имеющим силы, и носителем высшей власти в стране была объявлена Верховная центральная правящая хунта королевства. В декабре 1808 года хунта была вынуждена покинуть Мадрид и перебралась в Севилью. Чтобы обеспечить легитимную основу для управления страной, было решено созвать собрание кортесов, представляющих как собственно испанские территории, так и заморские вице-королевства; указ об этом был выпущен хунтой в январе 1809 года.
29 января 1810 года хунта самораспустилась, передав власть Регентскому совету Испании и Индий. В сентябре 1810 года собрались Кадисские кортесы, арестовавшие членов Регентского совета и взявшие власть в свои руки.

## Реакция в Южной Америке на события в Европе
Несмотря на формальные выражения лояльности Центральной Верховной Хунте, многие южноамериканские территории решили образовать собственные хунты, которые могли бы взять на себя управление в случае победы французов в Европе. Генерал-капитан Венесуэлы в 1808 году арестовал в Каракасе сторонников создания местной хунты, однако в 1809 году местные хунты были образованы в Чукисаке и Ла-Пасе (современная Боливия). В августе 1809 года местная хунта была образована на территории, подчинённой Королевской аудиенсии Кито. Вице-король Новой Гранады Антонио Хосе Амар-и-Борбон счёл это попыткой мятежа и, опасаясь аналогичных событий на территории собственно Новой Гранады, предпринял совместно с вице-королём Перу военные акции по подавлению сепаратизма.
Весной 1810 года Южной Америки достигли известия о самороспуске Центральной Хунты и создании Регентского совета. Если вице-короли провозгласили верность Регентскому совету, то местные хунты стали провозглашать лояльность королю Фердинанду, не признавая Регентского совета. 19 апреля 1810 года жители Каракаса сместили генерал-капитана Венесуэлы Винсенте Эмпарана и создали Верховную Хунту Венесуэлы. 10 мая была образована Хунта в Картахене-де-Индиас, 3 июля — в Сантьяго-де-Кали, 4 июля — в Памплоне, 9 июля — в Сокорро.

## Образование местного правительства

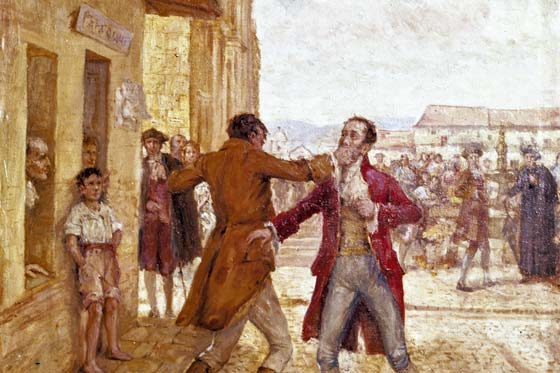
Инцидент с Льоренто 20 июля 1810 года

Ситуация в Южной Америке была накалена из-за того, что на высшие посты назначались лишь выходцы из Испании; для креолов места в верховных эшелонах управленческих структур не было. Институциональный кризис в Европе послужил для креолов стимулом задуматься о возможности провозглашения независимости.
20 июля 1810 года в столицу Новой Гранады Санта-Фе-де-Боготу ожидалось прибытие эмиссара Регентского совета Антонио Вильявисенсио, который был креолом. Утром Хоакин Комачо пришёл к вице-королю Антонио Амар-и-Борбону, чтобы узнать его решение в ответ на просьбу об открытых выборах городского совета, но вице-король ответил на его вопрос грубостью. Тогда заговорщики из числа креолов решили осуществить имевшийся у них план революции.
Революционеры пришли к торговцу Хосе Гонсалесу Льоренте (выходцу из Испании) с просьбой дать взаймы вазу с цветами для торжественной встречи эмиссара Вильявисенсио, но тот отказал им в грубой форме. Революционеры использовали эти события для разжигания среди жителей-креолов бунтарских настроений, направленных против «испанцев». Чтобы успокоить толпу, градоначальник Хосе Мигель Пей был вынужден пойти на разрешение открытого народного собрания, на котором была избрана Верховная Народная Хунта Новой Гранады. Президентом Хунты был избран Хосе Асевьедо, но вице-король Амар-и-Бурбон решил сам возглавить её, чем разъярил народ. 25 июля Арман-и-Борбон был смещён со своих постов и арестован, а 26 июля Хунта заявила о непризнании Регентского совета. Прибывший в Боготу Антонио Вильявисенсио также сложил с себя полномочия эмиссара Регентского совета и перешёл на сторону восставших.